# Paris Rive Gauche
Paris Rive Gauche hay Seine Rive Gauche là một khu phố văn phòng mới phát triển của Paris, nằm ở Quận 13, từ ga Austerlitz tới đại lộ vành đai. « Rive Gauche » trong tiếng Pháp có nghĩa là tả ngạn, khu phố mới này thuộc bờ trái của sông Seine.
| Métro Paris | Bến tàu điện ngầm: Bibliothèque François Mitterrand |

## Paris Rive Gauche
Được bắt đầu với việc xây dựng thư viện François-Mitterrand thuộc Thư viện quốc gia Pháp, Paris Rive Gauche là dự án quy hoạch đô thị quan trong nhất của Paris kể từ dự án Italie 13 và Front-de-Seine. Vị trí của Paris Rive Gauche nằm ở phía Đông Nam, khu vực sông Seine chảy vào địa phận Paris. Trục chính của Paris Rive Gauche là đại lộ France dọc theo tuyến đường sắt với các tòa nhà mới được xây dựng dành cho cả văn phòng và dân cư. Khu vực quanh thư viện François-Mitterrand cao hơn hẳn so với khu phố cũ phía Tây, phố Chevaleret. Nhiều văn phòng, cửa hàng đã mở trong các tòa nhà mới xây. Bến tàu điện ngầm François-Mitterrand tuyến số 14 cũng là một tuyến mới. Gần Thư viện Quốc gia còn có trụ sở của một số đại học chuyển đến chưa lâu.
Bện cạnh phần lớn các tòa nhà mới xây dựng, khu phố Paris Rive Gauche còn giữ lại một số công trình cũ. Les Frigos, một nhà kho cũ, từ thập niên 1980 trở thành xưởng của các nghệ sĩ. Grands Moulins de Paris, công trình xây dựng năm 1923 theo phong cách cổ điển, dành cho Đại học Paris VII. Tòa nhà cũ Usine d'air comprimé cũng được giữ lại cho Trường kiến trúc Paris-Val de Seine.

## Lịch sử

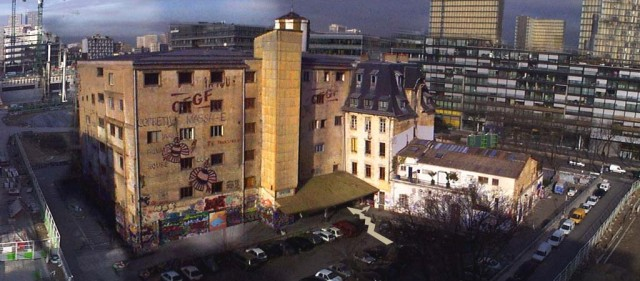
Les Frigos

Paris Rive Gauche vốn một khu vực dành cho công nghiệp cũ với một số nhà máy không còn hoạt động, một vài chung cư và các xưởng nghệ thuật. Dự án đô thị mới được quyết định vào năm 1991 với mục đích phát triển khu vực phía Đông của thành phố, được xem như dự án cuối cùng của Jacques Chirac trên cương vị thị trưởng Paris.
Khu phố mới sẽ nằm trên các tuyến đường sắt cũ của ga Austerlitz, nhà ga vốn bị giảm sử dụng từ khi tuyến TVG mở ở ga Montparnasse. Thế nhưng dự án này đã gặp phải không ít khó khăn. Bởi lý do thiếu không gian xanh, dự án đã bị tòa án hành chính hủy bỏ vào năm 1995. Vào năm 1996, địa điểm François-Mitterrand của Thư viện Quốc gia hoàn thành. Một cuộc điều tra ý kiến vào năm 1997 cho thấy công chúng đồng ý với khu phố mới. Các nhà đầu tư, chủ yếu từ Hoa Kỳ, giành được quyền xây dựng các công trình. Một thuận lợi khác vào giai đoạn này là tuyến tàu điện ngầm số 14 được mở cuối năm 1998 nối nơi đây với trung tâm thành phố.
Tới năm 2000, một khu học xá mới của thành phố cũng được xây dựng ở đây. Khu đất 200.000 m² được nhượng lại cho thành phố. Tới năm 2003, khu học xá dành cho trụ sở của Đại học Paris VII, Học viện quốc gia ngôn ngữ và văn minh phương Đông (Institut national des langues et civilisations orientales - INALCO)... cùng một cư xá sinh viên 4000 chỗ. Tháng 7 năm 2006, cây cầu Simone-de-Beauvoir do kiến trúc sư Dietmar Feichtinger thiết kế được hoàn thành, nối bãi cỏ của Thư viện Quốc gia với công viên Bercy bên kia sông Seine.